# 潘帕德爾因菲爾諾
26°31′S 61°10′W / 26.517°S 61.167°W
潘帕德爾因菲爾諾（西班牙語：Pampa del Infierno）是阿根廷的城鎮，位於該國北部查科省，是阿爾米蘭特布朗縣的首府，處於雷西斯滕西亞西北面241公里，始建於1927年12月7日，海拔高度111米，2010年人口9,063。